# Six Stories
Six Stories ist eine limitierte Sammlung von sechs Kurzgeschichten des amerikanischen Schriftstellers Stephen King. Veröffentlicht wurde der Sammelband durch den King-eigenen Kleinverlag Philtrum Press aus Bangor im Jahre 1997. Publikationen im anderssprachigen Ländern sind nicht erfolgt.
Die Ausgabe des Sammelbands Six Stories war auf 1.100 nummerierte und signierte Exemplare limitiert, lediglich 900 Exemplare wurden auf dem amerikanischen Buchmarkt öffentlich verkauft. Vier der insgesamt sechs enthaltenen Geschichten waren vorher bereits in verschiedenen Magazinen veröffentlicht worden, die übrigen beiden Kurzgeschichten waren bis dato unveröffentlicht.

## Inhalt
- Lunch at the Gotham Cafe
- L.T.'s  Theory of Pets
- Luckey Quarter
- Autopsy Room Four
- Blind Willie
- The Man in the Black Suit

## Auszeichnungen
Für die Erzählung The Man in the Black Suit erhielt King bereits im Jahre 1994 den O. Henry Award in der Kategorie „Best American Short Story“ sowie den World Fantasy Award in der Kategorie „Best Short Fiction“. Ein Jahr später wurde King mit dem Bram Stoker Award in der Kategorie „Best Short Story“ für die Kurzgeschichte Lunch im Gotham Cafe geehrt.

## Weitere Veröffentlichungen der enthaltenen Geschichten
Die Kurzgeschichte The Man in the Black Suit wurde erstmals im New Yorker Magazine publiziert und im Rahmen dieser Veröffentlichung auch ausgezeichnet.
Die ausgezeichnete Erzählung Lunch im Gotham Cafe war bereits vor Veröffentlichung in Six Stories in der englischen Sammlung Dark Love im Jahre 1995 erschienen. Später wurde sie in Blood & Smoke (Hörbuch) durch den Scribner-Verlag in den USA publiziert. Die erste deutsche Veröffentlichung erfolgte 1997 durch den Heyne-Verlag nach einer Übersetzung von Sepp Leeb. Eine neuerliche Übersetzung nahm Wulf Bergner für die Lesung auf einer Hör-CD mit dem Titel Blut und Rauch vor.
Autopsy Room Four, L.T.'s  Theory of Pets, Lunch at the Gotham Cafe, Luckey Quarter und The Man in the Black Suit wurden durch den Scribner-Verlag 2004 in der Sammlung Everything's Eventual: 14 Dark Tales erneut veröffentlicht und damit der breiten Masse zugänglich gemacht; die deutsche Übersetzung trägt den Titel Im Kabinett des Todes. Blind Willie wurde stark überarbeitet als Teil von Hearts in Atlantis (deutsch Atlantis) ebenfalls neuerlich veröffentlicht.
L.T.'s Theory of Pets ist auch als Live-Lesung von King selbst in einer Hörbuchfassung erhältlich (1 CD).